# Qullpaqucha
Qullpaqucha è un lago situato nel comune di Vacas, provincia di Arani, Dipartimento di Cochabamba, in Bolivia. Lo specchio d'acqua si trova ad un'altitudine di 3 404 metri s.l.m.